# ヘンペンタコンタン
| ヘンペンタコンタン | ヘンペンタコンタン   |
| ------------------ | -------------------- |
| CH3(CH2)49CH3      |                      |
| IUPAC名            | ヘンペンタコンタン   |
| 分子式             | C51H104              |
| 分子量             | 717.3715             |
| CAS登録番号        | 7667-76-7            |
| 密度と相           | 0.824 (g/cm3) g/cm3, |
| 沸点               | 583.075 ℃ °C         |

ヘンペンタコンタン (Henpentacontane) とは、直鎖状のアルカンの1種。炭素原子が51個、分岐することなく一列に連なっている。分子式はC51H104。分子量は717.3715。密度は0.824 (g/cm3)。沸点は760mmHgにおいて583.075 (℃)。引火点は517.388 (℃)。屈折率は1.46。